# Cantone di Châtellerault-2
Il Cantone di Châtellerault-2 è una divisione amministrativa dell'Arrondissement di Châtellerault.
È stato istituito a seguito della riforma dei cantoni del 2014, che è entrata in vigore con le elezioni dipartimentali del 2015.

## Composizione
Comprende parte della città di Châtellerault e i comuni di:
- Antran
- Buxeuil
- Dangé-Saint-Romain
- Ingrandes
- Leigné-sur-Usseau
- Leugny
- Mondion
- Orches
- Les Ormes
- Oyré
- Port-de-Piles
- Saint-Christophe
- Saint-Gervais-les-Trois-Clochers
- Saint-Rémy-sur-Creuse
- Savigny-sous-Faye
- Sérigny
- Sossais
- Usseau
- Vaux-sur-Vienne
- Vellèches